# Gondosari (Punung)
Gondosari is een bestuurslaag in het regentschap Pacitan van de provincie Oost-Java, Indonesië. Gondosari telt 3914 inwoners (volkstelling 2010).